# Luiza Pesjaková
Luiza Pesjaková (rodným jménem Aloysia Josepha Willhelmina Crobathová, 12. června 1828 Lublaň – 31. března 1898 Lublaň) byla slovinská spisovatelka, překladatelka a národní buditelka. Byla první ženou, která napsala román ve slovinštině (Beatin dnevnik, 1887). Její první díla byla ještě v němčině, protože původně slovinsky nemluvila. Po roce 1860 se však naučila a přijala vlastenecký program. Překládala z němčiny, angličtiny, italštiny, češtiny a francouzštiny. Jejím učitelem byl France Prešeren, který ji silně ovlivnil zejména v počátcích její tvorby a věnoval jí některé své básně; ona sama překládala Prešerenovy básně do němčiny. Dochovala se také její korespondence s Franem Levstikem.